# Saint-Béat
Saint-Béat è un comune francese di 398 abitanti situato nel dipartimento dell'Alta Garonna nella regione dell'Occitania. È noto per le cave di marmo presenti nel suo territorio.
Prende il nome da san Beato, eremita.

## Società

### Evoluzione demografica
Abitanti censiti